# لژیون افتخار
لژیون افتخار (انگلیسی: Legion of Merit)، به اختصار (LOM) یک نشان نظامی متعلق به نیروهای مسلح ایالات متحده آمریکا است که برای عملیات فوق‌العاده شایسته در انجام خدمات برجسته و دستاوردها داده شده‌است.

## مرتبه
ارزش این نشان بالاتر از نشان صلیب پرواز ممتاز و پایین‌تر از نشان خدمات برتر دفاعی است.

## شرح مدال
| فرمانده ارشد | فرمانده | افسر | اعضای لژیون |
| ------------ | ------- | ---- | ----------- |
|              |         |      |             |
| روبان        |         |      |             |
|              |         |      |             |